# Alcalá de Henares
Alcalá de Henares er en by og kommune i det centrale Spanien i Madrid-regionen. Den har et indbyggertal på 200.702 (2024) indbyggere. Byen ligger 35 kilometer nordøst for landets hovedstad Madrid, og er blandt andet kendt for sin gamle bydel, der er et officielt UNESCO verdensarvområde.
Terrorangrebet den 11. marts 2004 ramte tre Cercanías-tog på vej fra Alcalá de Henares til Atochabanegården i Madrid, hvorved 191 mennesker blev dræbt.